# Paraborniella tonnoiri
Paraborniella tonnoiri är en tvåvingeart som beskrevs av Freeman 1961. Paraborniella tonnoiri ingår i släktet Paraborniella och familjen fjädermyggor. Inga underarter finns listade i Catalogue of Life.